# Sonny Parker (basket-ball)
Pour les articles homonymes, voir Sonny Parker et Parker.
Robert S. "Sonny" Parker, né le 22 mars 1955 à Chicago, Illinois , est un ancien joueur américain de basket-ball. Il a évolué durant sa carrière aux postes d'ailier ou d'arrière.
Issu de l'équipe universitaire des Aggies du Texas, il est drafté en 1976 par les Warriors de Golden State en 17e position.
Il a évolué en NBA durant 6 saisons.